# ジェジエウ・カルドソ・ミランダ
ジェジエウ（JESIEL）ことジェジエウ・カルドソ・ミランダ（Jesiel Cardoso Miranda、1994年3月5日 - ）は、ブラジル・サンパウロ州出身のプロサッカー選手。Jリーグ・川崎フロンターレ所属。ポジションはディフェンダー（DF）。

## 来歴
レッドブル・ブラジルのアカデミーでプレーを始め、2012年にアトレチコ・ミネイロに移籍。2015年シーズン前にアトレチコ・ミネイロのトップチームに昇格した。2016年2月7日、セリエAのフルミネンセFC戦でトップチームデビューを飾った。
2016年2月16日、出場機会の確保のため期限付き移籍でセリエBのCAブラガンチーノに加入した。しかし6月にレンタルを打ち切りアトレチコ・ミネイロに戻った。6月26日、アトレチコ・ミネイロとの契約を2020年まで延長。
2017年12月28日、カンピオナート・パウリスタ終了までの契約でミラソウFCに期限付き移籍。10試合に出場した。 2018年4月4日、今度はパラナ・クルーベに期限付き移籍しセリエA18試合に出場した。
2018年12月31日、川崎フロンターレに期限付き移籍。
2019年、加入当初はベンチ入りすら無かったものの、奈良竜樹の怪我により、4月14日のサガン鳥栖戦にて公式戦初のメンバー入りを果たした。この試合での出番は無かったが5月3日のベガルタ仙台戦にてJリーグ初出場を飾った。この試合で高パフォーマンスを発揮し、チームの勝利に貢献。以後スタメンに名を連ね、センターバックのポジションに定着した。
9月5日トレーニング中にに右内転筋肉離れを起こし戦線から離脱。シーズン終盤に復帰したが山村和也の台頭によりベンチ入りに留まった。
2020年1月1日、川崎フロンターレに完全移籍することが発表された。
シーズン通して、センターバックのポジションを確保。谷口彰悟と堅いディフェンスラインを築き、過密日程ながら29試合に出場した。
23節の名古屋グランパス戦で、来日初ゴールを決めると、この試合で2得点。30節の横浜F・マリノス戦では、決勝ゴールを決め、シーズン3得点を記録。
それらが評価され、Jリーグベストイレブンを初受賞した。
2021年、11月7日のサガン鳥栖との対戦で負傷し、以降残りの試合を欠場したが、優勝に貢献し、二年連続でJリーグベストイレブンを受賞した。
2024年5月3日の浦和レッズ戦でクラブの外国人ディフェンダー史上2人目となるJ1通算100試合出場を達成した。

## 所属クラブ
- 2008年 - 2012年  レッドブル・ブラジル アカデミー
- 2012年 - 2015年  アトレチコ・ミネイロ アカデミー
- 2015年 - 2019年  アトレチコ・ミネイロ
  - 2016年  CAブラガンチーノ（期限付き移籍）
  - 2018年  ミラソウFC（期限付き移籍）
  - 2018年  パラナ・クルーベ（期限付き移籍）
  - 2019年  川崎フロンターレ（期限付き移籍）
- 2020年 -  川崎フロンターレ

## 個人成績
| 国内大会個人成績 | 国内大会個人成績     | 国内大会個人成績 | 国内大会個人成績 | 国内大会個人成績 | 国内大会個人成績 | 国内大会個人成績 | 国内大会個人成績 | 国内大会個人成績 | 国内大会個人成績 | 国内大会個人成績 | 国内大会個人成績 |
| 年度             | クラブ               | 背番号           | リーグ           | リーグ戦         | リーグ戦         | リーグ杯         | リーグ杯         | オープン杯       | オープン杯       | 期間通算         | 期間通算         |
| 年度             | クラブ               | 背番号           | リーグ           | 出場             | 得点             | 出場             | 得点             | 出場             | 得点             | 出場             | 得点             |
| ブラジル         | ブラジル             | ブラジル         | ブラジル         | リーグ戦         | リーグ戦         | ブラジル杯       | ブラジル杯       | オープン杯       | オープン杯       | 期間通算         | 期間通算         |
| ---------------- | -------------------- | ---------------- | ---------------- | ---------------- | ---------------- | ---------------- | ---------------- | ---------------- | ---------------- | ---------------- | ---------------- |
| 2015             | アトレチコ・ミネイロ |                  | セリエA          | 0                | 0                | 0                | 0                | 0                | 0                | 0                | 0                |
| 2016             | ブラガンチーノ       |                  | セリエB          | 5                | 0                | 0                | 0                | 0                | 0                | 5                | 0                |
| 2016             | アトレチコ・ミネイロ |                  | セリエA          | 2                | 0                | 0                | 0                | 0                | 0                | 2                | 0                |
| 2017             | アトレチコ・ミネイロ |                  | セリエA          | 2                | 0                | 0                | 0                | 0                | 0                | 2                | 0                |
| 2018             | ミラソウ             |                  | セリエD          | 0                | 0                | 0                | 0                | 0                | 0                | 0                | 0                |
| 2018             | パラナ・クルーベ     |                  | セリエA          | 18               | 0                | 0                | 0                | 0                | 0                | 18               | 0                |
| 日本             | 日本                 | 日本             | 日本             | リーグ戦         | リーグ戦         | リーグ杯         | リーグ杯         | 天皇杯           | 天皇杯           | 期間通算         | 期間通算         |
| 2019             | 川崎                 | 4                | J1               | 15               | 0                | 0                | 0                | 1                | 0                | 16               | 0                |
| 2020             | 川崎                 | 4                | J1               | 29               | 3                | 5                | 0                | 2                | 0                | 36               | 3                |
| 2021             | 川崎                 | 4                | J1               | 33               | 2                | 2                | 0                | 3                | 0                | 38               | 2                |
| 2022             | 川崎                 | 4                | J1               | 12               | 1                | 2                | 0                | 0                | 0                | 14               | 1                |
| 2023             | 川崎                 | 4                | J1               | 5                | 0                | 0                | 0                | 1                | 0                | 6                | 0                |
| 2024             | 川崎                 | 4                | J1               | 18               | 0                | 0                | 0                | 0                | 0                | 18               | 0                |
| 2025             | 川崎                 | 4                | J1               |                  |                  |                  |                  |                  |                  |                  |                  |
| 通算             | ブラジル             | ブラジル         | セリエA          | 22               | 0                | 0                | 0                | 0                | 0                | 22               | 0                |
| 通算             | ブラジル             | ブラジル         | セリエB          | 5                | 0                | 0                | 0                | 0                | 0                | 5                | 0                |
| 通算             | ブラジル             | ブラジル         | セリエD          | 0                | 0                | 0                | 0                | 0                | 0                | 0                | 0                |
| 通算             | 日本                 | 日本             | J1               | 112              | 6                | 9                | 0                | 7                | 0                | 128              | 6                |
| 総通算           | 総通算               | 総通算           | 総通算           | 139              | 6                | 9                | 0                | 7                | 0                | 155              | 6                |

| 国際大会個人成績 | 国際大会個人成績 | 国際大会個人成績 | 国際大会個人成績 | 国際大会個人成績 |
| 年度             | クラブ           | 背番号           | 出場             | 得点             |
| AFC              | AFC              | AFC              | ACL              | ACL              |
| ---------------- | ---------------- | ---------------- | ---------------- | ---------------- |
| 2019             | 川崎             | 4                | 0                | 0                |
| 2021             | 川崎             | 4                | 4                | 0                |
| 2022             | 川崎             | 4                | 0                | 0                |
| 2023-24          | 川崎             | 4                | 3                | 0                |
| 通算             | AFC              | AFC              | 7                | 0                |

## タイトル

### クラブ
川崎フロンターレ
- FUJI XEROX SUPER CUP：2回（2019年、2021年）
- Jリーグカップ：1回（2019年）
- J1リーグ：2回（2020年、2021年）
- 天皇杯 JFA 全日本サッカー選手権大会：2回（2020年、2023年）

### 個人
- Jリーグベストイレブン：2回（2020年、2021年）